# Grapa

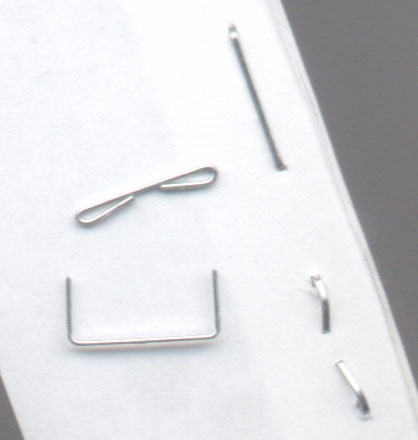
Grapas sin grapar y grapadas (por delante y por detrás).

Una grapa, grampa, corchete o ganchito es una pieza de hierro u otro metal cuyos dos extremos doblados y puntiagudos se clavan para unir y sujetar papeles, tablas u otros materiales. 

## Historia

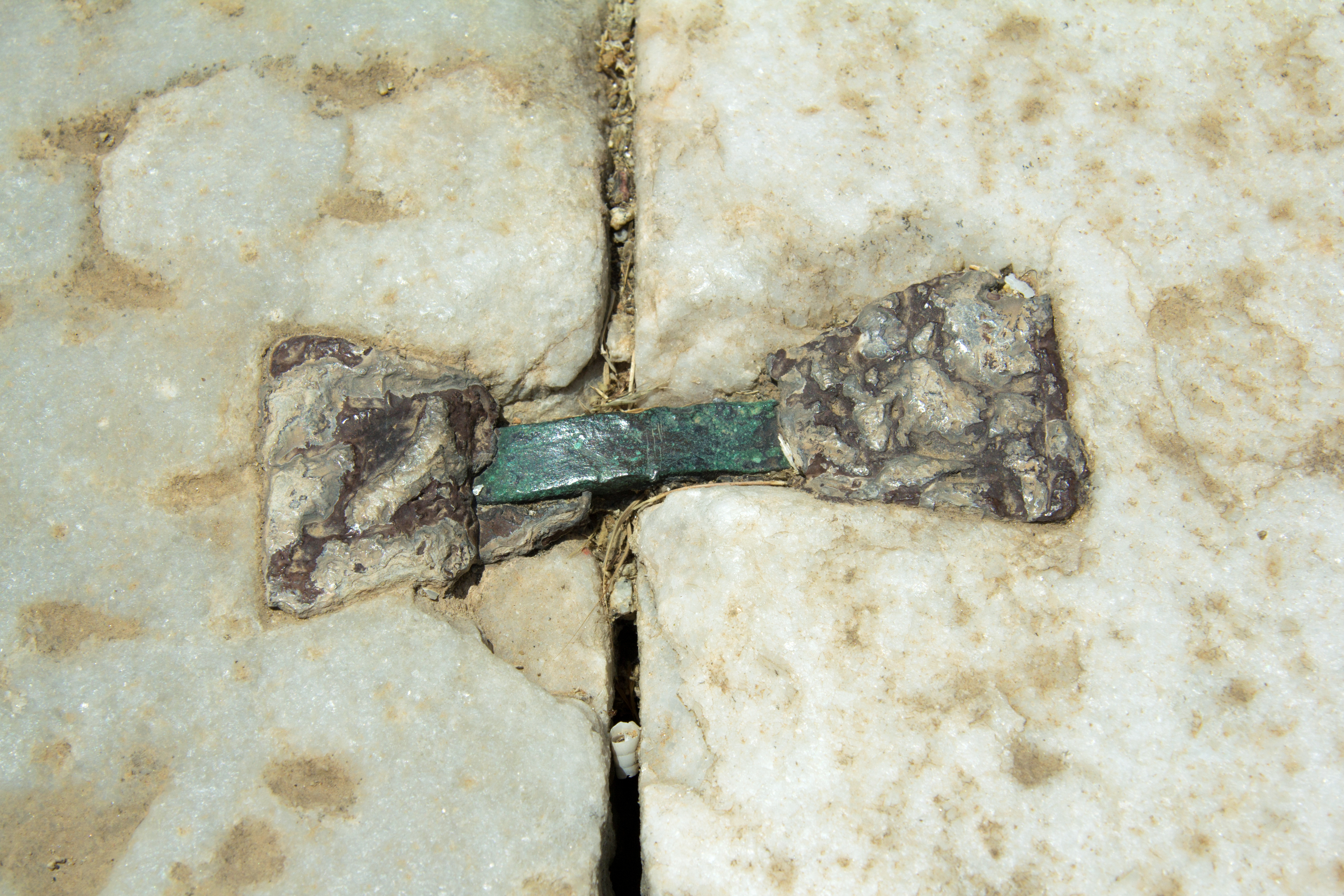
Grapa cola de milano en el sitio arqueológico del Teatro griego en la Isla de Delos.

Las grapas se han empleado a lo largo de la historia para enlazar los sillares siendo de hierro en construcciones económicas y de bronce en el resto.

En las antiguas construcciones de la época greco-romana, se hicieron algunas de madera en forma de doble cola de milano pero las que más se emplearon fueron las de bronce, y el deseo de apoderarse de este metal ha contribuido notablemente a la destrucción de los monumentos antiguos. Escogían el bronce porque, además de ser más duradero, no se oxida como el hierro aumentando de volumen y haciendo saltar las piedras. 
En la Edad Media, se emplearon grapas de hierro para atar los sillares de una misma hilada. Solían colocarse dobles y se repetían formando un encadenado general. La manera más sólida de unir las grapas consistía en embutirlas en el grueso de las piedras y fijarlas con plomo, cuando el tipo de piedra empleado podía soportar el calor sin romperse. Así se realizaban comúnmente en la  antigüedad. Cuando no pudo emplearse el plomo se empleaba el azufre. 
En las obras de marmolería se empleaban las grapas de cobre o bronce o se cuidaba de cincelarlas para evitar su oxidación. Adoptaban diferentes formas según tuvieran por objeto afianzar y sujetar las jambas de las chimeneas o enlazar piezas que se hubieran partido. 
- en el primer caso, se emplean las grapas de empotramiento o de talón que son de hierro o de cobre.
- en el segundo caso, se usan grapas en T para enlazar.

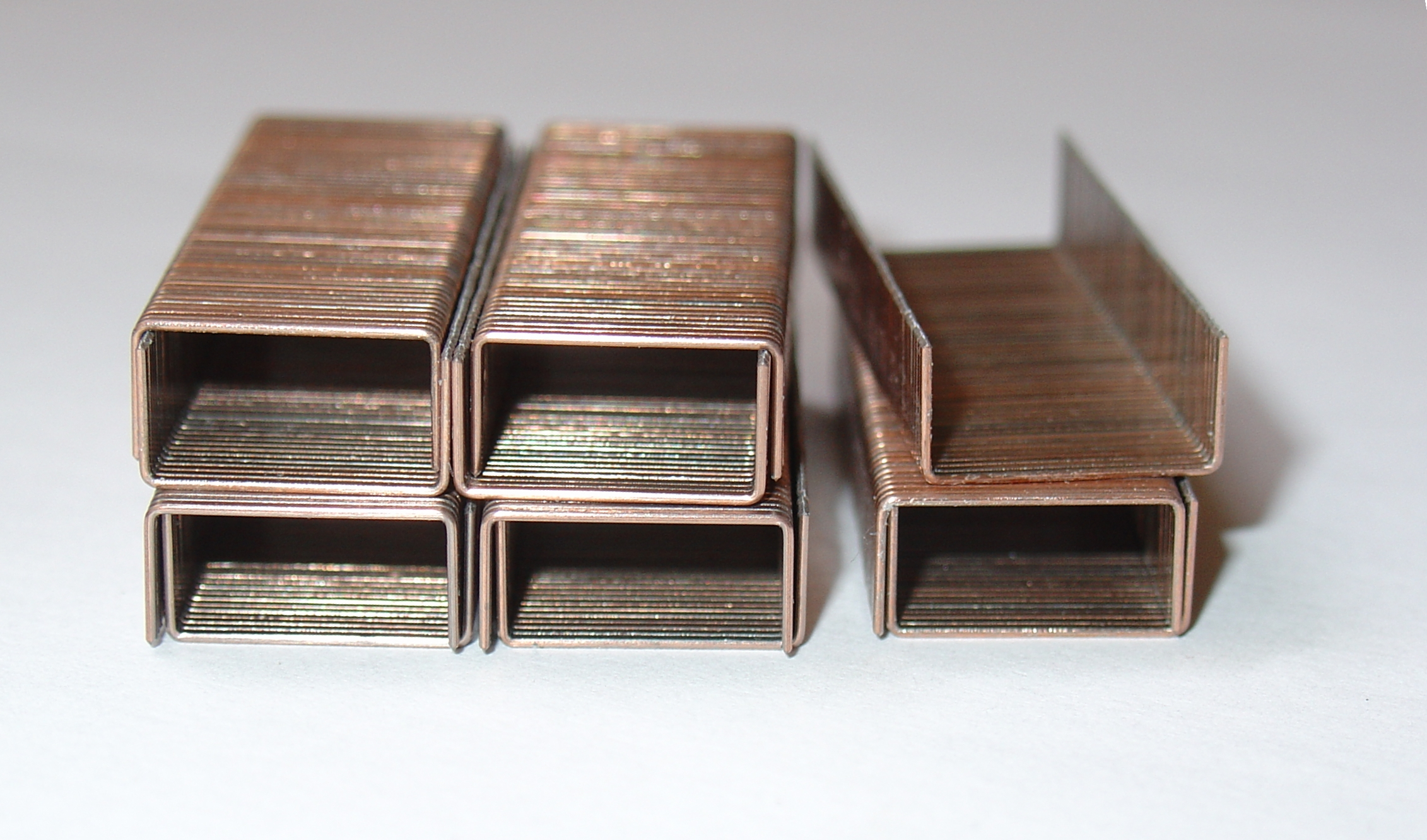
Grapas recubiertas de cobre.

Actualmente, se utilizan también grapas de pequeñas dimensiones como material de papelería para agrupar papeles y documentos. Se comercializan en cartuchos y se aplican por medio de la grapadora. Para retirarlas, hay que hacer uso del quitagrapas.